# تقويض
الهدم أو الانتقاض أو التقويض  أو الأيض الهدمي (بالإنجليزية: Catabolism) هو تكسير المواد الغذائية الرئيسية سواء أكانت كربوهيدرات أو بروتينات أو دهونا خلال طرق مختلفة من التفاعلات الحيوية إلى جزيئات بسيطة وتُنتج خلال ذلك طاقة. وهي مهمة جدا للكائنات الحية، إذ أنها تتغذى لتعيش وتبقى على قيد الحياة، ولهذا يحوّل الكائن الحي الغذاء إلى طاقة التي تمده بالحرارة وتساعد أعضاء الجسم (أو الخلية الحية) على أداء وظائفها المختلفة لتعيش وتنمو وتتكاثر. بدون نمو وتكاثر أو انقسام الكائنات البدائية مثل البكتيريا تنتهي حياتها.
في العادة يتم الأيض بتحويل الكربوهيدرات (النشويات) التي يأكلها إلى سكر ويحرق الكائن الحي السكر بما يتنفسه من هواء واكسجين فتنتج الطاقة اللازمة لقيام خلاياه المختلفة بوظائفها الحيوية فيبقى الكائن على قيد الحياة. أي أن الكائن الحي يستخدم في المقام الأول السكر الموجود في دمه لإنتاج الطاقة. فعندما ينقص السكر في الدم بسبب الجري مسافة طويلة مثلا أو بسبب الصوم يلجأ الجسم لاستغلال المخزون لديه من دهون لمده بالطاقة فيستطيع مثلا مواصلة الجري. تلك العملية التي يلجأ إليها الكائن الحي لاستغلال الدهون والبروتين المخزون لديه تسمى «التقويض» أو الأيض الهدمي؛ وهذا الأيض الهدمي أو الهضم الهدمي لا يعني هدم الجسم وإنما يعني تفكيك الدهون والبروتينات إلى مركبات بسيطة بحيث يستطيع الجسم أو الخلية استغلالها.

## اقرأ أيضاً
- هدم البروتين
- هدم الكربوهيدرات
- ابتناء
- أسيتيل مرافق الإنزيم-أ